# Perizeus

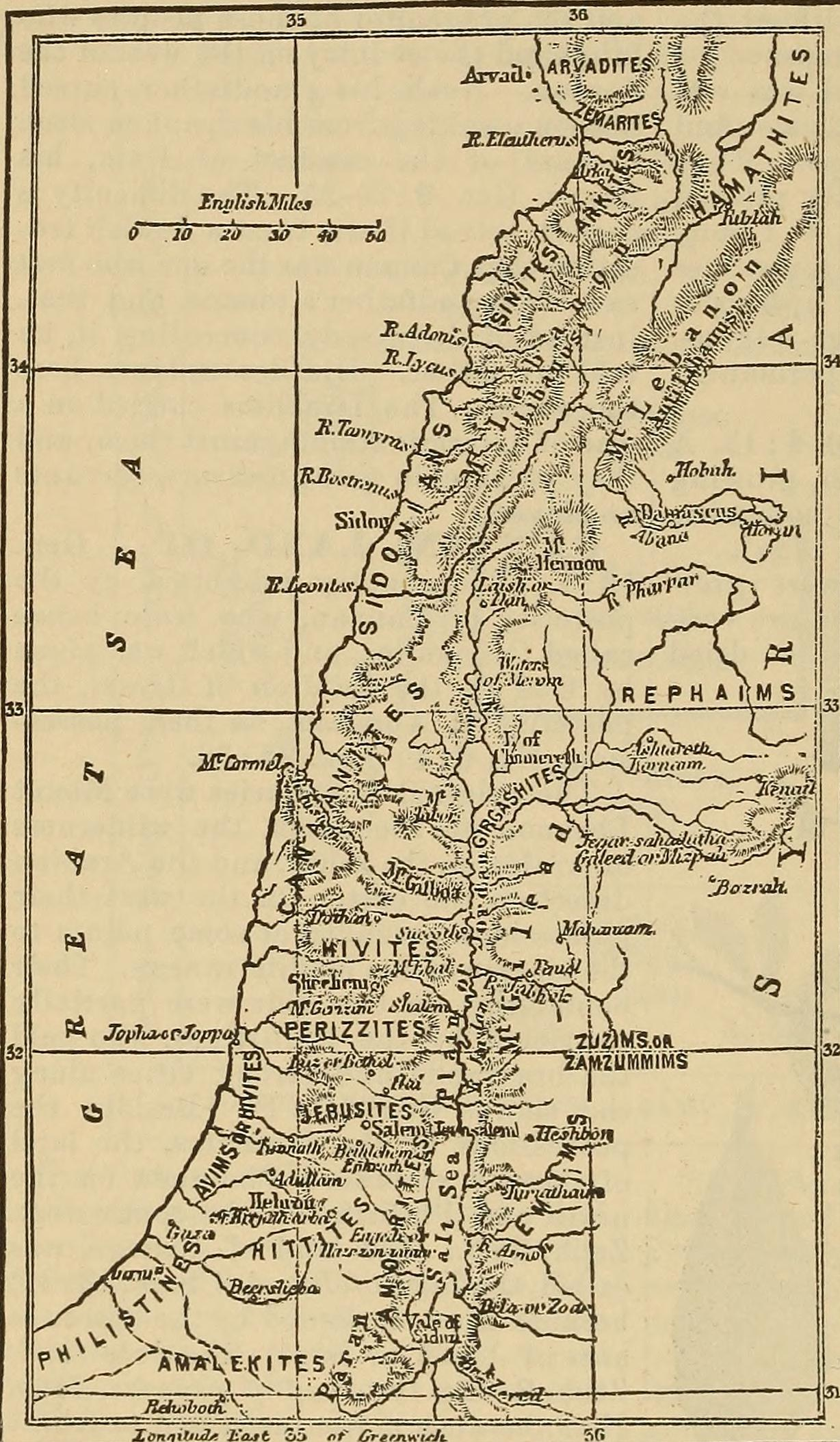
Dicionário Bíblico (1887) Mapa mostrando os povos: perizeus, heveus, jebuseus, cananeus, amalequitas...

Os perizeus ou ferezeus (em hebraico: והפרזי) são um grupo de pessoas mencionado diversas vezes na Bíblia como tendo habitado em Canaã antes da chegada dos judeus.

## História
A Bíblia menciona um grupo específico de pessoas que viveram na Terra Prometida por várias gerações, do tempo de Abraão (Gênesis 13:7) até o tempo de Esdras e Neemias (Esdras 9:1–2). Entretanto, o tempo durante o qual eles estavam principalmente em desacordo com o Reino de Israel parece ser o tempo de Josué no início do período de Juízes. Parecia que uma paz entre os Israelitas e os Ferezeus eventualmente seria possível, através do casamento misto e da conversão religiosa para a idolatria como sendo parte desta paz (Juízes 3:5–6, Esdras 9:1–2).
De acordo com o Livro de Josué, os perizeus estavam localizados na região montanhosa de Judá e Efraim. Eles foram escravizados por Salomão.
Suas origens, bem como origens raciais são desconhecidas. Há apenas uma menção extra-bíblica possível do perizeus que é o Pirati não identificado, que são encontrados em uma lista de vocabulário egípcio e existe uma possibilidade remota de que os perizeus podem ser encontrados em um fragmento de as cartas de Amarna.
É possível que seu nome tivesse uma aplicação generalizada: ou seja, ele se referia àqueles que viviam em aldeias (ao contrário de serem nômades), ou se referia àqueles cujas origens eram desconhecidas. Ou perizeus pode se referir a uma amálgama de vários povos.